# Iława (Szprotawa)
Iława (do 1945 niem. Eulau) – dawna wieś, od 1925 dzielnica Szprotawy położona w zachodniej części miasta.

## Nazwa
Według niemieckiego językoznawcy Heinricha Adamy’ego nazwa wywodzi się od polskiego określenia skał osadowych „iłów”. W swoim dziele o nazwach miejscowych na Śląsku wydanym w 1888 roku we Wrocławiu jako najstarszą nazwę wymienia „Ylawia” podając jej znaczenie „Thonerde, Fetter Lehm” czyli w języku polskim „Tlenek glinu, tłusta glina” czyli iłów, które przy dużej zawartości żelaza przyjmują czerwonawą barwę. Skał tych używa się m.in. do produkcji ceramiki, cegieł oraz dachówek. W średniowiecznych źródłach wzmiankowana jako Ilua (1000), Ilavia slavica, Ilavia magna (1318), Jlaw (1424).
Nazwa została później fonetycznie zgermanizowana na Eulau i utraciła swoje pierwotne znaczenie.

## Historia

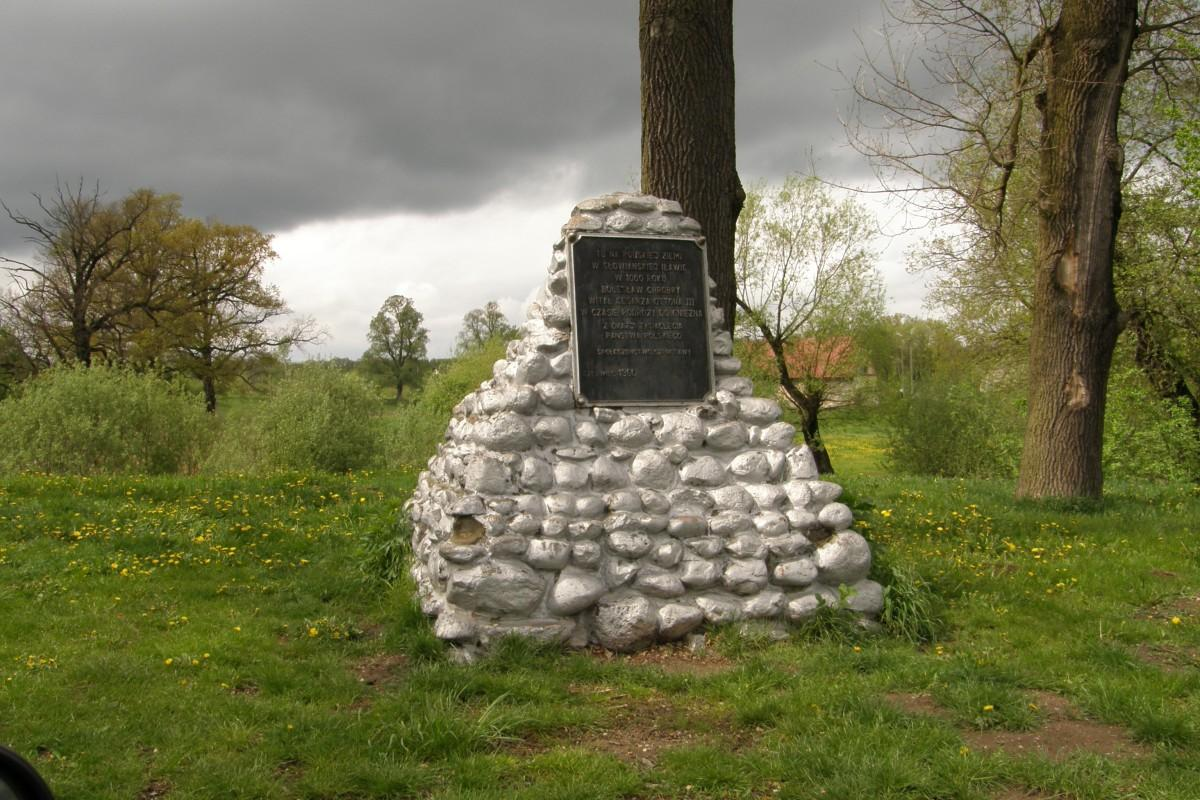
Pomnik spotkania Ottona III z Bolesławem Chrobrym w Iławie – Szprotawie

Kronikarz Thietmar w roku 1000 wymienia osadę plemienia Dziadoszyców zwaną Ilva, która była wówczas miejscem spotkania orszaku cesarza rzymskiego Ottona III, zdążającego do grobu św. Wojciecha w Gnieźnie, z orszakiem Bolesława Chrobrego, który wyszedł mu naprzeciw. Kronikarz zanotował wtedy: ...jak wspaniale książę przyjął cesarza, jest nie do uwierzenia i nie do opisania.
Dokładne położenie Ilvy nie zostało z całą pewnością ustalone, a różne autorytety podają co najmniej dwie jej prawdopodobne lokalizacje: miasto Iłowę (niem. Halbau) i – leżącą w odległości kilkunastu kilometrów na północny wschód od niej – Iławę. Mieszkańcy tej drugiej spotkanie władców upamiętnili pomnikiem usytuowanym na wylocie z miasta w kierunku Małomic. Natomiast podczas sondażowych badań archeologicznych, prowadzonych w grudniu 2008 roku, udało się jedynie ustalić, że prawdopodobnie w miejscu znanym dziś jako Wzgórze Miłości lub Gród Chrobry znajdował się wczesnośredniowieczny gród.
Pewne jest, że znajdował się tu wczesnośredniowieczny nadgraniczny gród, który posiadał strategiczne znaczenie. W jego pobliżu rozwinęła się osada targowa, która upadła prawdopodobnie za rządów Bolesława Krzywoustego tj. w I poł. XII w. Jego pozostałości były widoczne jeszcze w 1802. Obszar tzw. Małej Iławy, gdzie wznosił się gród, i Górnej Iławy był własnością von Kottwitzów, von Nostitzów, a od 1400 właścicieli Małomic. W 1743 hrabia Reden założył w Małej Iławie papiernię, która w 1845 została wchłonięta przez Hutę Wilhelma. Dolna Iława od 1318 do sekularyzacji w 1810 stanowiła własność szprotawskich magdalenek.

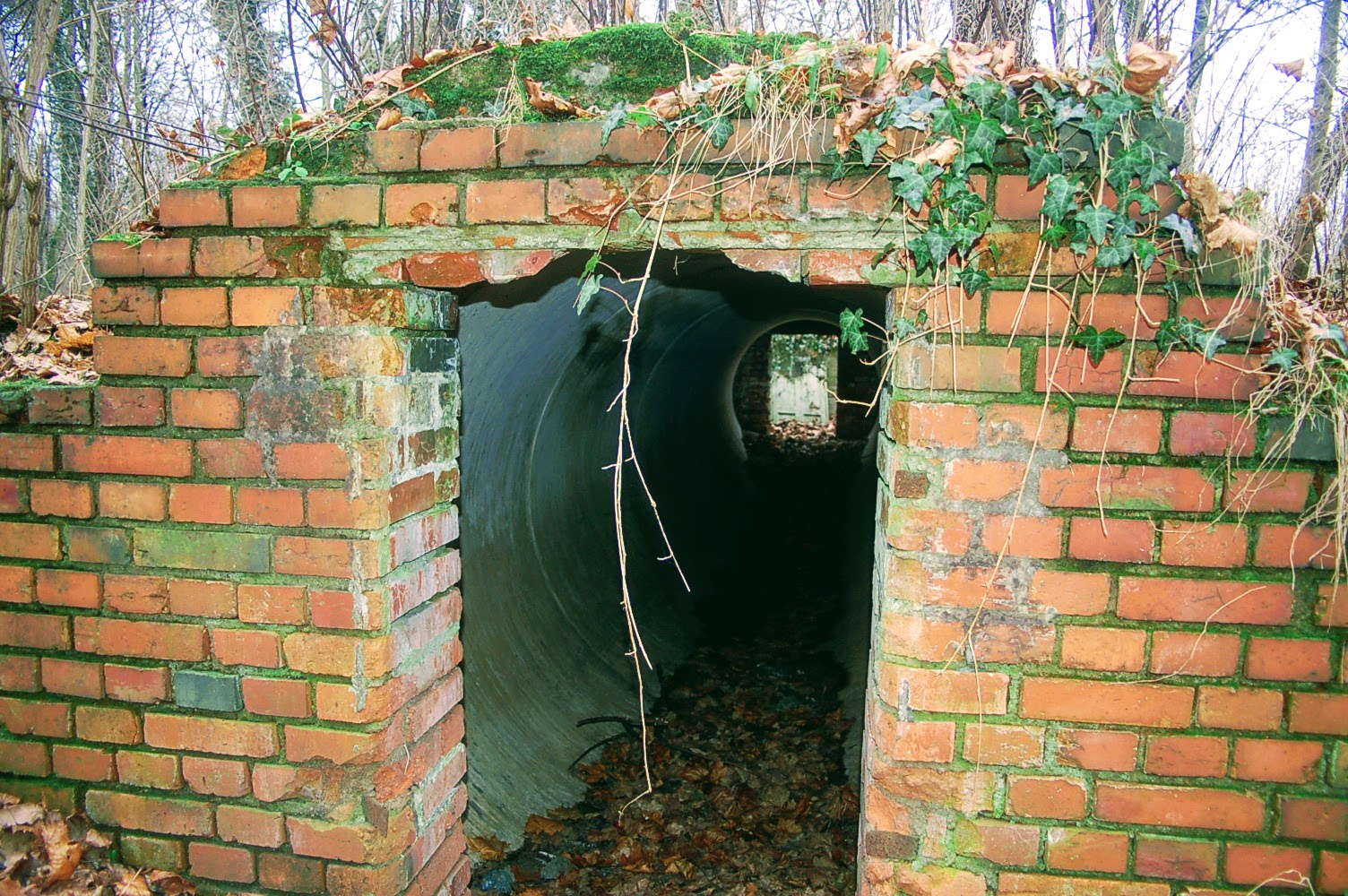
Szczeliny przeciwlotnicze w Parku Huta w Iławie

W Parku Huta zlokalizowanym na wschód od terenu dawnej huty w okresie II wojny światowej zbudowano 3 szczeliny przeciwlotnicze, kiedy pojawiło się zagrożenie nalotami alianckimi. To proste konstrukcje służące jako schronienie na czas bombardowań, chroniące przed falą uderzeniową oraz pyłem. Szczeliny figurują na powojennych planach zakładu. Powojenna administracja huty za pośrednictwem specjalnej komórki utrzymywała obiekty ochronne w należytym stanie oraz organizowała dla pracowników cykliczne ćwiczenia na okoliczność różnych zagrożeń. Obiekty są ogólnie dostępne, choć w zależności od stanu wód gruntowych mogą być okresowo zalane. Do szczelin prowadzi oznakowana trasa. 
W 1946 w Iławie w domu przy ul. Polnej 6 doszło do głośnego mordu na rodzinie Misków. Zabito rodziców oraz ich czworo dzieci. Przez dziesięciolecia sprawca bądź sprawcy pozostawali nieznani, a sprawa odcisnęła mocne piętno na mieszkańcach dzielnicy. Wśród podejrzanych był funkcjonariusz Milicji Obywatelskiej występujący pod fałszywym nazwiskiem Stefan Troszczenko. We wrocławskim więzieniu został rozpoznany jako Stefan Łoch z Kłodna Wielkiego, nacjonalista ukraiński służący w podległej Niemcom ukraińskiej formacji policyjnej Ukrainische Hilfspolizei. Wieloletnie śledztwo w sprawie prowadziło Muzeum Ziemi Szprotawskiej, dzięki któremu dotarto do ważnych ukrywanych w czasach PRL dokumentów, w tym do pamiętnika ówczesnego komendanta MO Władysława Gromadzika. Wedle zapisków Łoch przyznał się do zbrodni i szczegółowo opisał sposób oraz motywy zabójstwa. Historia trafiła m.in. na łamy Telewizji Polskiej w seryjnym programie pt. Listy gończe. Miskowie są pochowani w zbiorowej mogile na cmentarzu komunalnym w Szprotawie przy ul. Warszawskiej, a dom przy ul. Polnej zachował się do współczesności.

## Zabytki

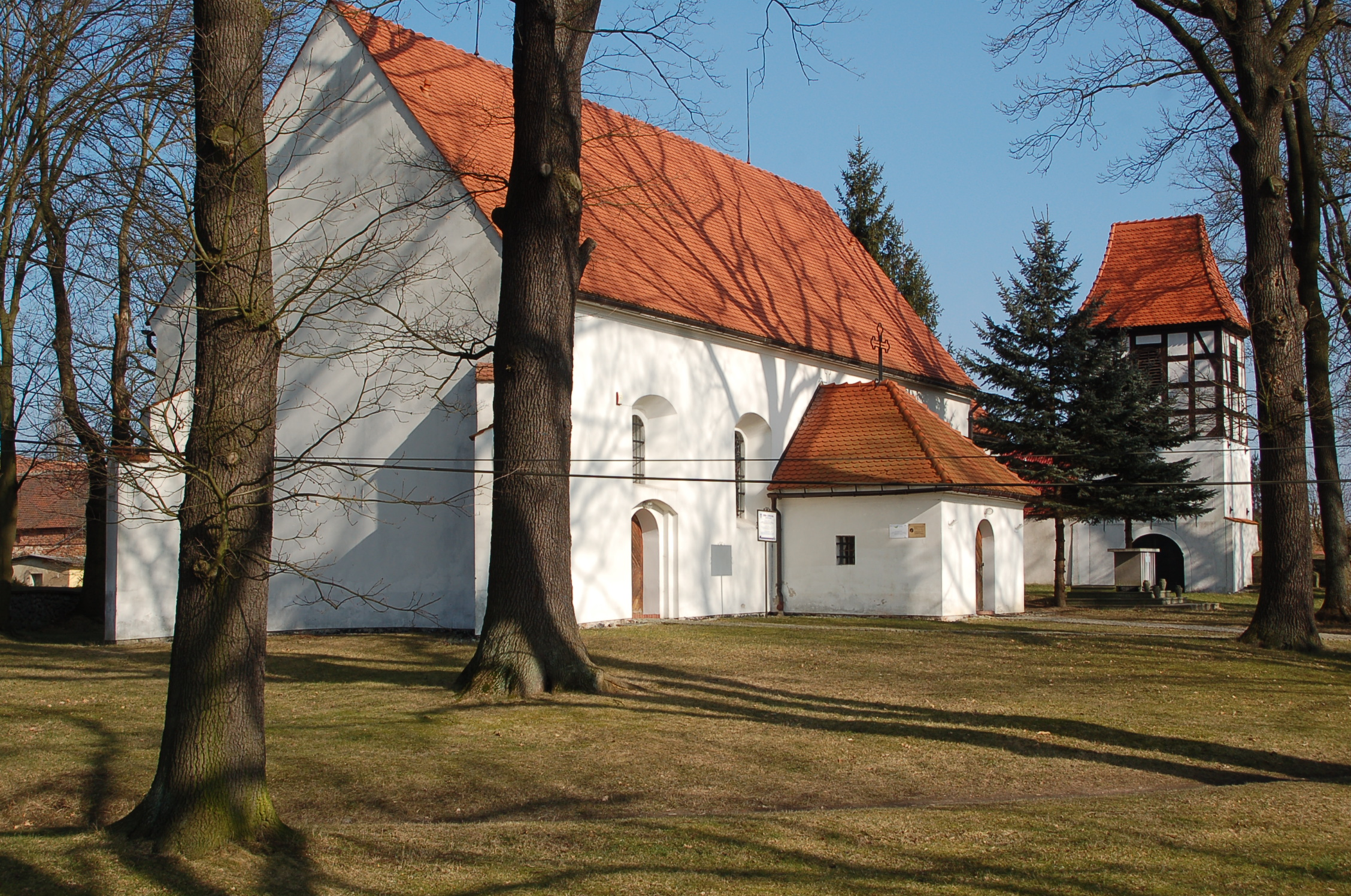
Romański kościół św. Andrzeja w Iławie

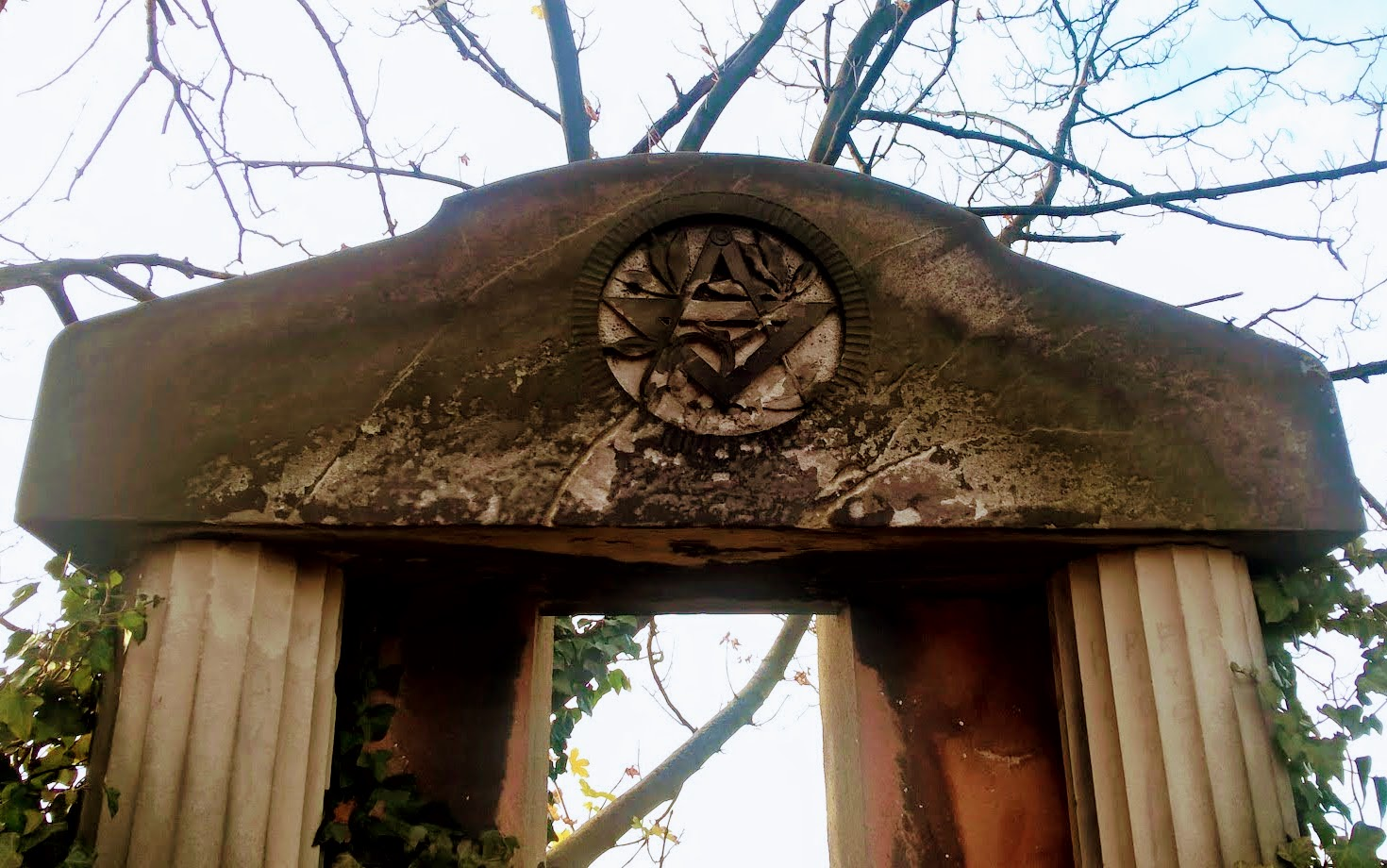
Naczółek masońskiego grobowca na poniemieckiej części cmentarza parafialnego w Iławie

- Kościół św. Andrzeja